# 미리암 파레스
미리암 파레스(아랍어: ميريام فارس, 영어: Myriam Fares, 1983년 5월 3일 ~ )는 레바논의 가수이다. 중동 전 지역을 걸쳐 짜여진 안무를 소화하며 안정적으로 노래하는 몇 안되는 가수로 평가되며, 미디어에서는 "무대의 여왕"으로도 부른다. 2012년, 구글은 미리암을 중동 지역 앰배서더로 지명하기도 했다.

## 음반 목록
- Myriam (2003)
- Nadini (2005)
- Bet'oul Eih (2008)
- Min Oyouni (2011)
- Aman (2015)